# T-shirt

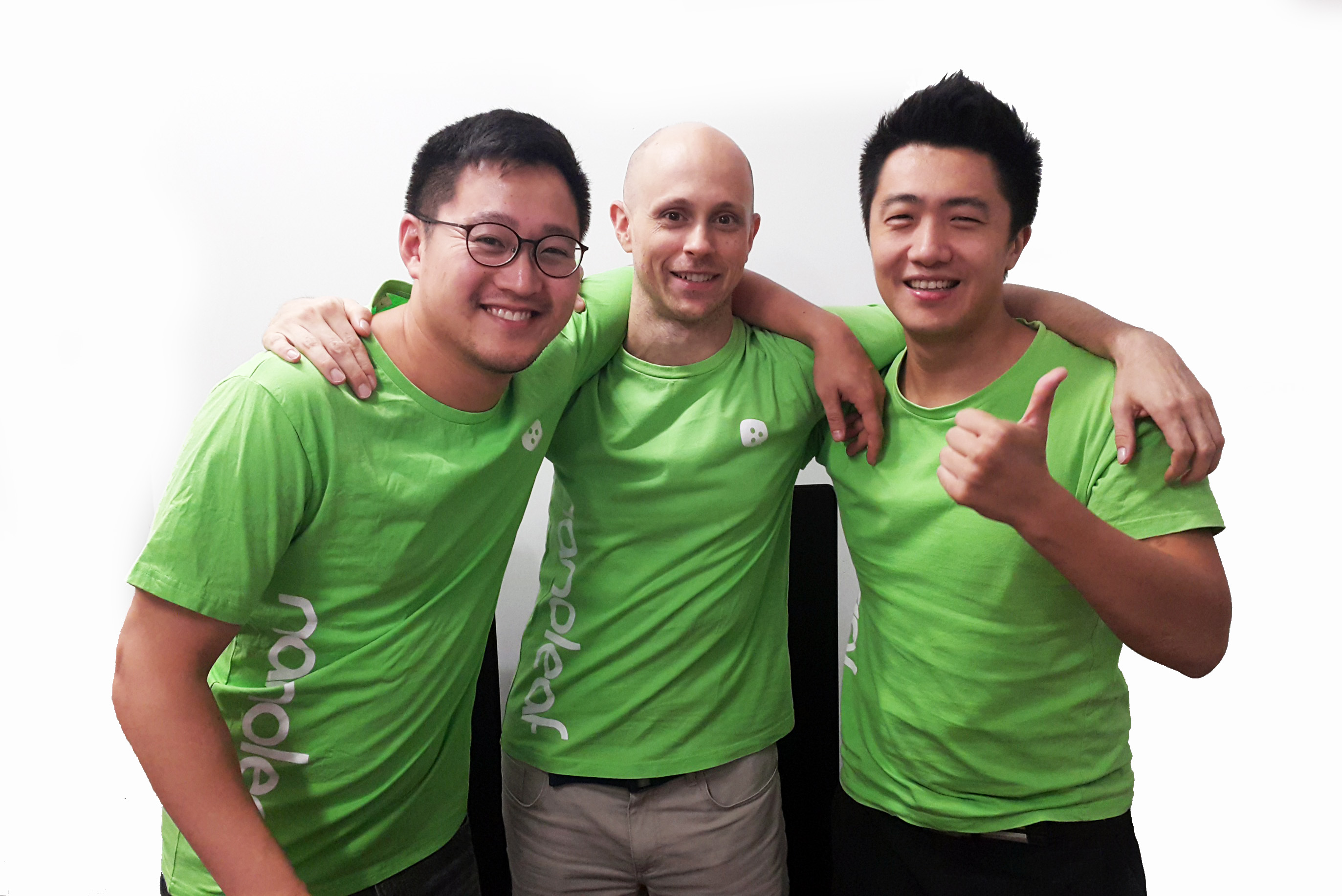
Tre personer i T-tröja.

T-tröja, T-skjorta eller T-shirt (efter engelska: T-shirt) är en under undertröja vars form liknar bokstaven T eftersom ärmarna går ut från kroppen i rät vinkel. Plagget är ofta gjort i bomull och är vanligtvis kortärmat.

## Ursprung
Ursprunget till t-tröjan är inte helt klarlagt. Sannolikt utvecklades den dock som undertröja för amerikanska armén, inspirerad av de bomullströjor som europeiska soldater använde under första världskriget. Under andra världskriget blev t-shirten en del av den amerikanska militärens standardklädsel, och många veteraner syntes bära t-shirts i kombination med armébyxor. Exempel på T-tröja med tryck finns belagda från 1940-talet och de blev mer vanligt förekommande från 1950-talet.

## Somannonstavla
T-tröjor används förutom som plagg även för att sprida budskap. Som profilvara finns de med oändliga variationer av tryck med slagord och logotyper samt delas ut till anställda eller i reklamsyfte. Det finns även möjligheter att beställa t-tröjor med egengjort tryck i upplagor ned till ett enda exemplar. Det är också vanligt att använda t-tröjor som arbetskläder, och plagget kombineras då ofta med ett förkläde samt keps eller snibb.
Egenproduktion av märkningen är möjlig med vanlig hemdator och specialladdad skrivare.  Om det färdigkomponerade påtrycket är asymmetriskt, måste det spegelvändas, vilket i ett någorlunda modernt ritprogram är lätt gjort. När utskriften är klar läggs papperet på den otryckta T-tröjan, och mönstret smältes fast på tyget med ett vanligt strykjärn.